# 最高裁判所規則
最高裁判所規則（さいこうさいばんしょきそく）は、日本国憲法第77条第1項に基づいて最高裁判所が制定する、日本国内において拘束力を有する規則である。法源の一種。

## 概要
最高裁判所の規則制定権は1947年の日本国憲法第77条が根拠となっている。

〔最高裁判所の規則制定権〕
第七十七条
1. 最高裁判所は、訴訟に関する手続、弁護士、裁判所の内部規律及び司法事務処理に関する事項について、規則を定める権限を有する。
2. 検察官は、最高裁判所の定める規則に従はなければならない。
3. 最高裁判所は、下級裁判所に関する規則を定める権限を、下級裁判所に委任することができる。

裁判所に組織としての自律性を持たせることによって司法権の独立性を確保するため憲法上認められたものであり、主に訴訟法に関する細則、裁判官の処遇に関する規則、司法行政に関する規則等が制定されている。
憲法が列挙する規則制定権の範囲は以下のとおりである。
1. 訴訟に関する手続 - 民事訴訟規則、刑事訴訟規則などの手続面のルール。実体的な権利関係に関するルールは最高裁判所規則の対象外であり、民法・刑法などの法律で定めなければならない[2]。
2. 弁護士に関する事項 - ただし、職業選択の自由との関係で、弁護士の資格などは国会の法律で定めるべきことと解されている[2]。
3. 裁判所の内部規律
4. 司法事務処理

また、一般規則制定諮問委員会、家庭規則制定諮問委員会などの規則制定諮問委員会が設置されている。
規則制定諮問委員会は1947年に設置されたものであり、最高裁判所規則制定諮問委員会規則により、委員及び臨時委員には裁判官、検察官、弁護士、最高裁判所事務総長、裁判所事務官、司法事務官、学識経験者の外、衆議院議員、参議院議員を委嘱することが定められていたが、その後の改正により、衆議院議員と参議院議員は除外され、現在は「裁判官、検察官、弁護士、関係機関の職員又は学識経験のある者」が委員を務めている。
主要な最高裁判所規則は裁判所ウェブサイトで公開されている。また、1947年から1950年にかけては紙媒体でも規則集が刊行されていた。

## 法律との競合および優劣
最高裁判所規則で制定しうる事項は国会の立法によっても制定しうるというのが判例・通説である。
裁判手続の大枠は国の統治機構の基本構造であるから法律で定めるべきという考え方に基づき、各種手続法（民事訴訟法・刑事訴訟法・行政事件訴訟法など）が制定されており、各分野における最高裁判所規則は対応する手続法の委任を受けて制定されている。
国会と最高裁判所が重複して立法権を有する領域が存在することになるため、法律と規則の内容が相互に矛盾・抵触することがありうる。このような場合には、憲法第31条・第41条を根拠に法律が優先されると解するのが一応の通説的見解である。
ただし、裁判所法第10条と最高裁判所裁判事務処理規則第9条の改正規定との間に齟齬が生じた事案（最高裁判所が、特定の条件を満たす違憲審査事案について小法廷で審議ができるように事務処理規則を改正したことにより、裁判所法第10条の規定との間に齟齬が生じた事案）について、国会は後に事務処理規則の改正内容に沿うように裁判所法第10条の改正を行った実例が有り、実務は、単純に法律優位説によっているというわけではない点に注意が必要である